# Gala Co
Gala Co (kinesiska: Gala Cuo, 嘎拉错) är en sjö i Kina. Den ligger i den autonoma regionen Tibet, i den sydvästra delen av landet, omkring 230 kilometer sydväst om regionhuvudstaden Lhasa. Trakten runt Gala Co är ofruktbar med lite eller ingen växtlighet.
Genomsnittlig årsnederbörd är 945 millimeter. Den regnigaste månaden är juli, med i genomsnitt 216 mm nederbörd, och den torraste är december, med 8 mm nederbörd.